# Алкобаса (Бразилия)
Алкобаса (порт. Alcobaça)  —  муниципалитет в Бразилии, входит в штат Баия. Составная часть мезорегиона Юг штата Баия. Входит в экономико-статистический микрорегион Порту-Сегуру. Население составляет 24 344 человека на 2006 год. Занимает площадь 1505,992 км². Плотность населения — 16,2 чел./км².
Праздник города — 12 ноября.

## История
Город основан 12 ноября 1772 года.

## Статистика
- Валовой внутренний продукт на 2003 год составляет 92 324 739,00 реалов (данные: Бразильский институт географии и статистики).
- Валовой внутренний продукт на душу населения на 2003 год составляет 4056,09 реалов (данные: Бразильский институт географии и статистики).
- Индекс развития человеческого потенциала на 2000 год составляет 0,637 (данные: Программа развития ООН).

## Галерея

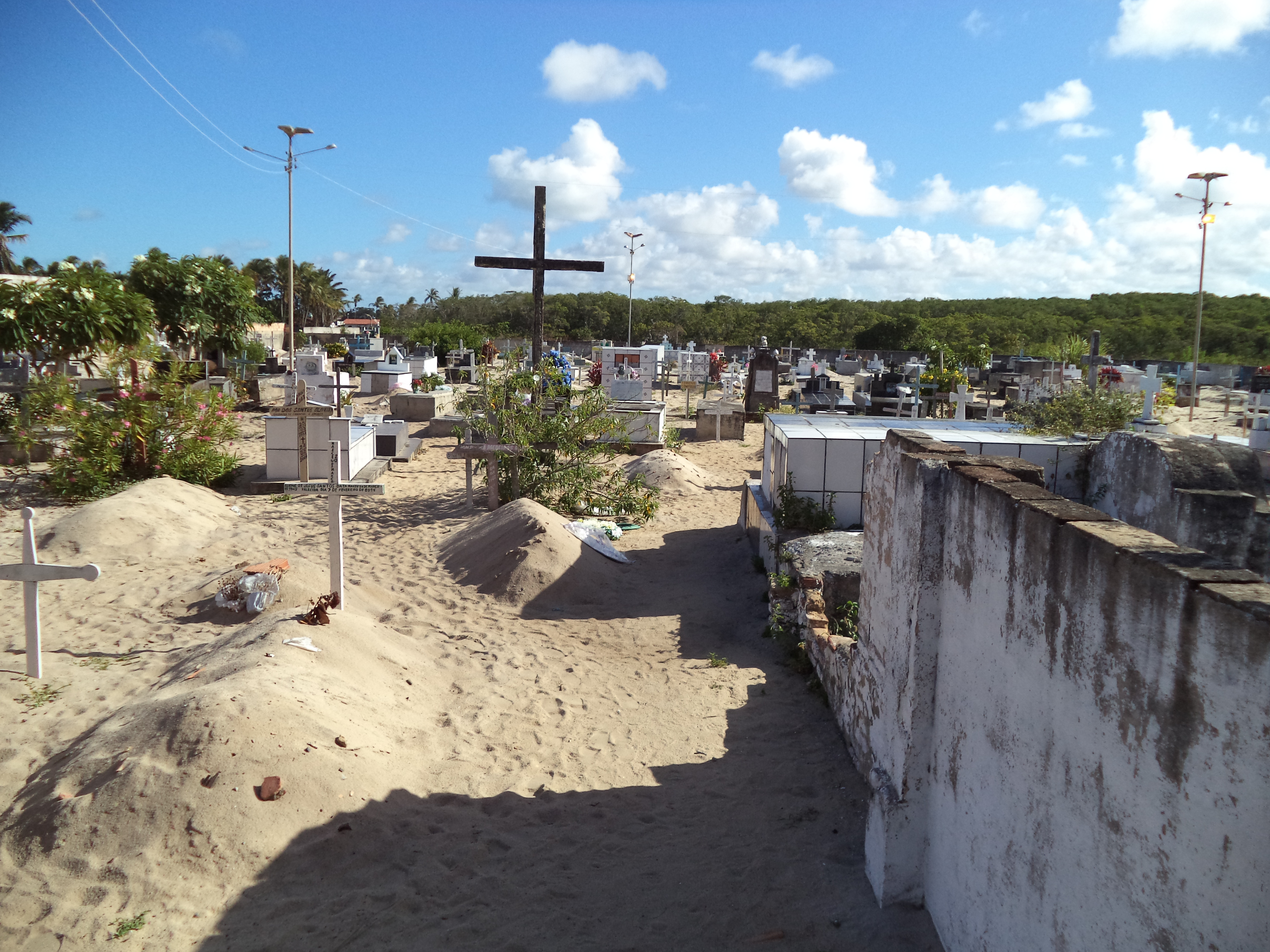
Кладбище
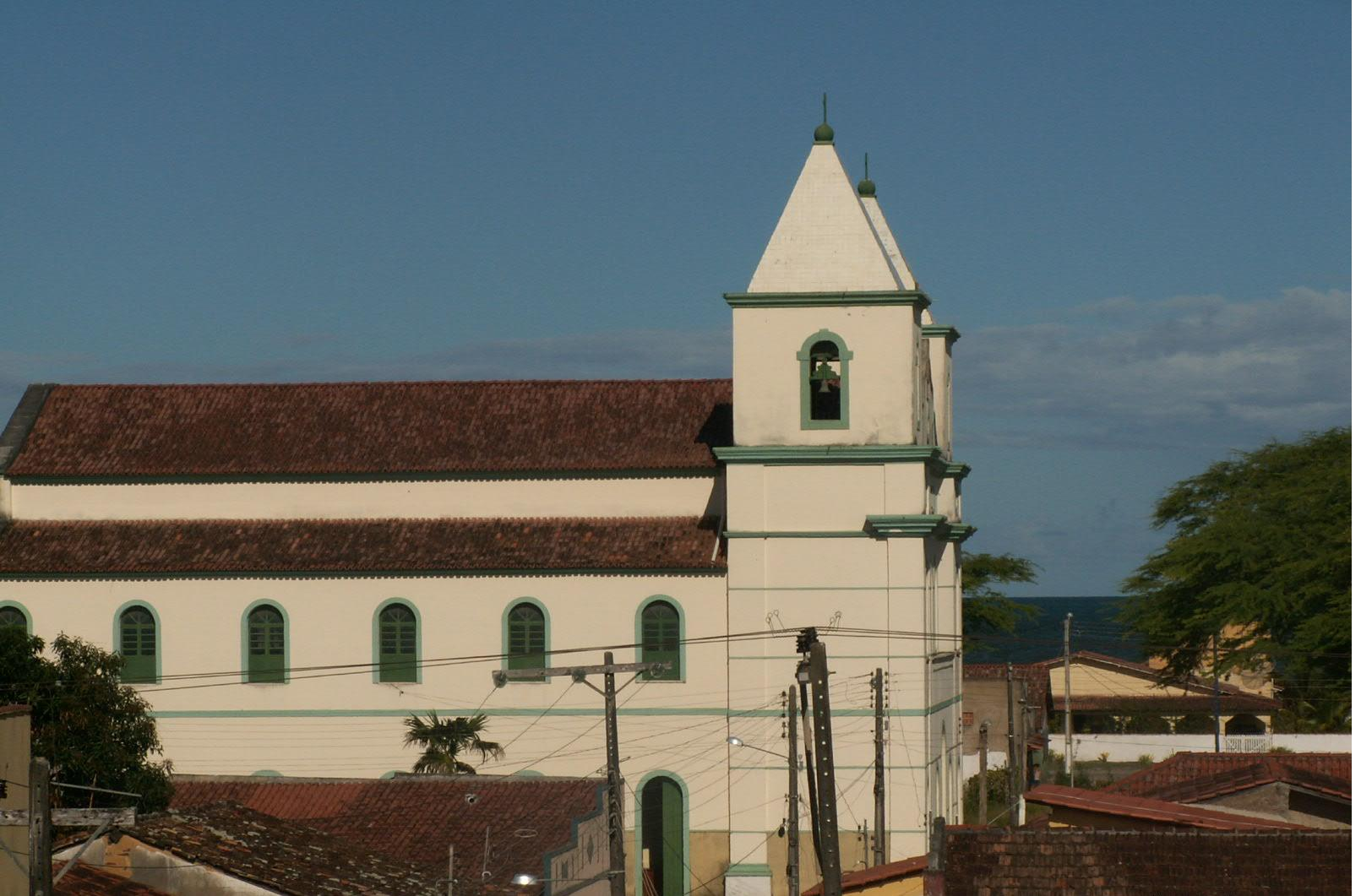
Собор
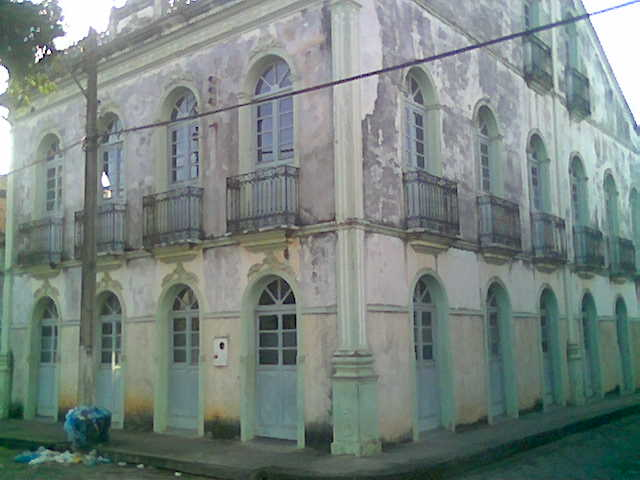